# Маркиз де Альмасан

Герб муниципалитета Альмасан, провинция Сория, автономное сообщество Кастилия и Леон.

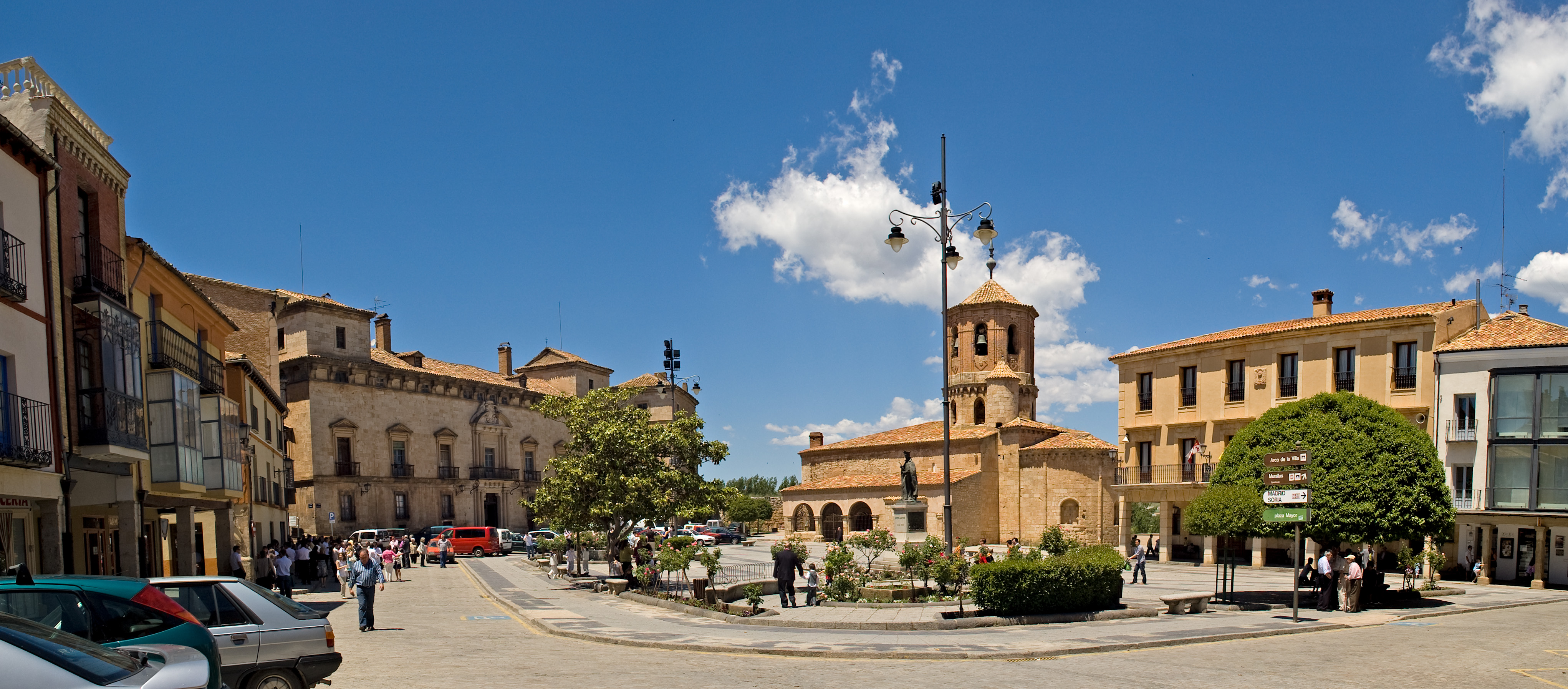
Главная площадь Альмасана

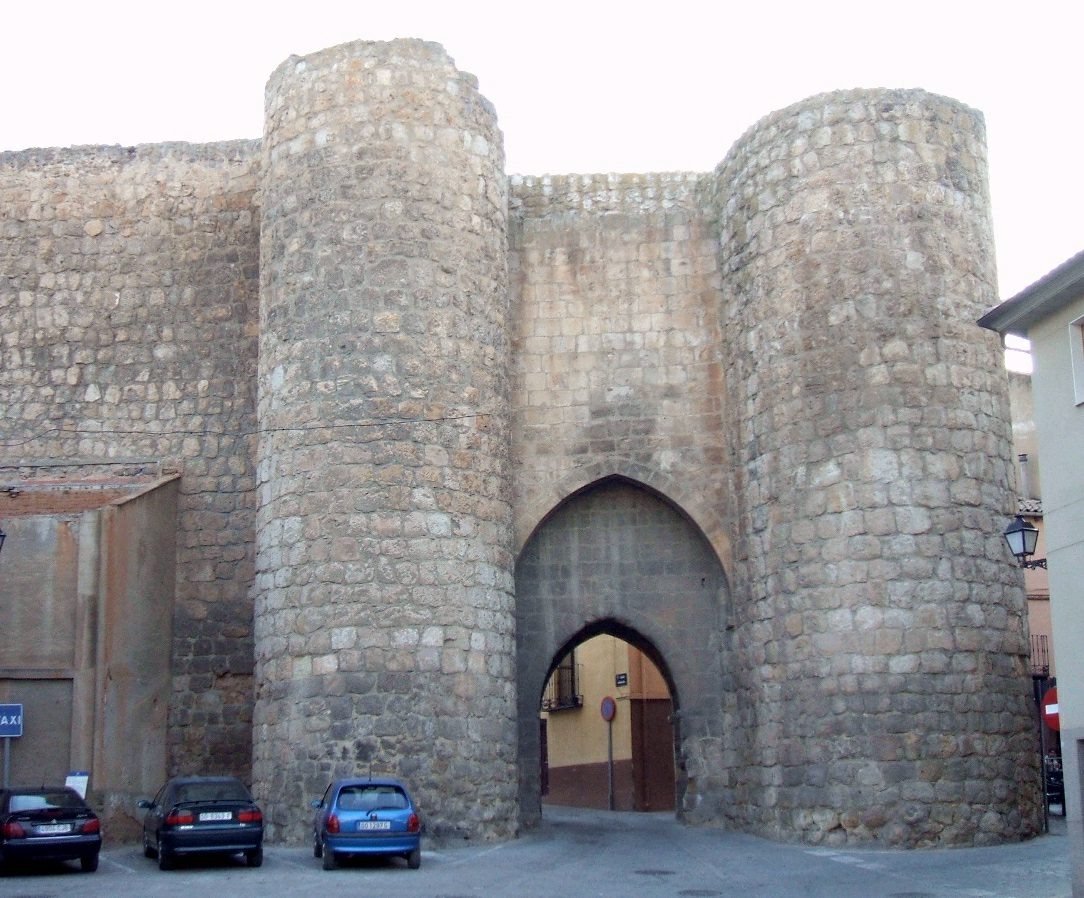
Ворота Кузнецов

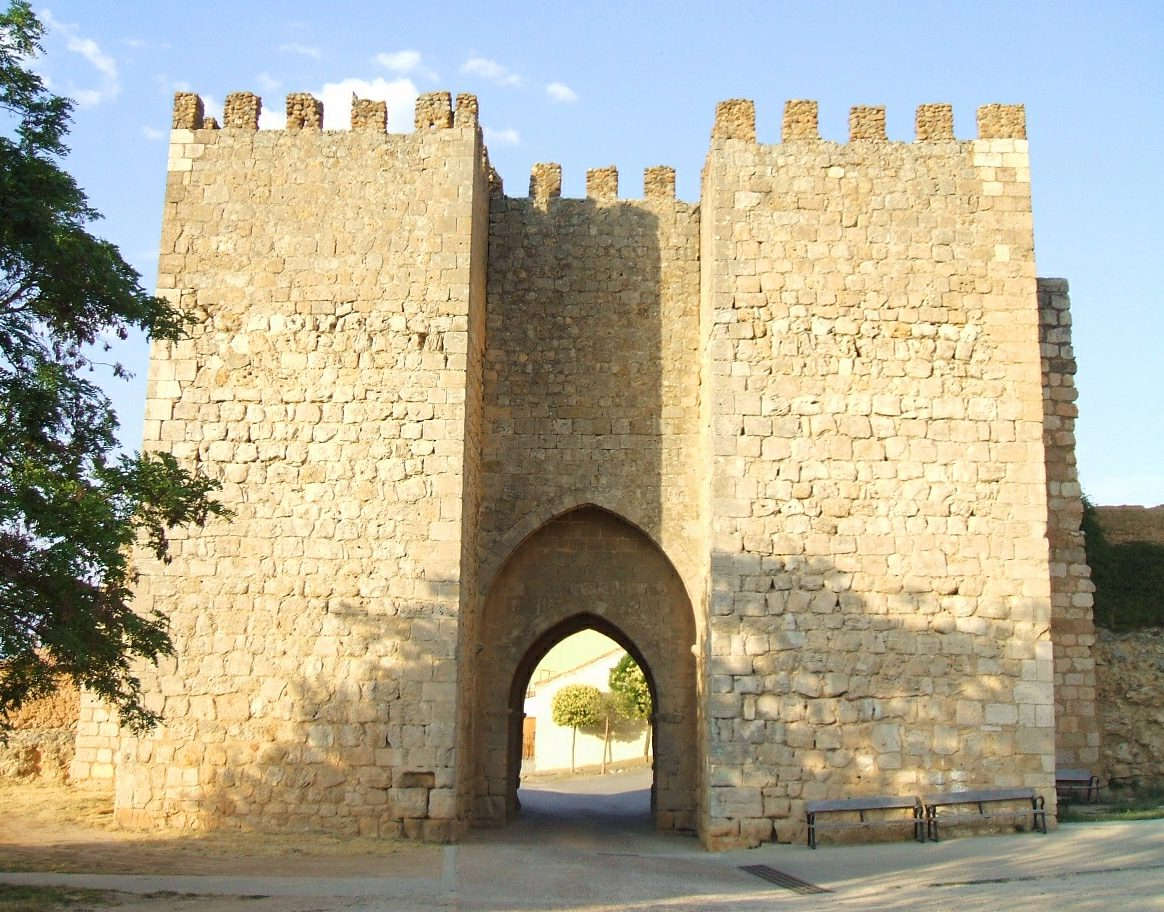
Ворота рынка

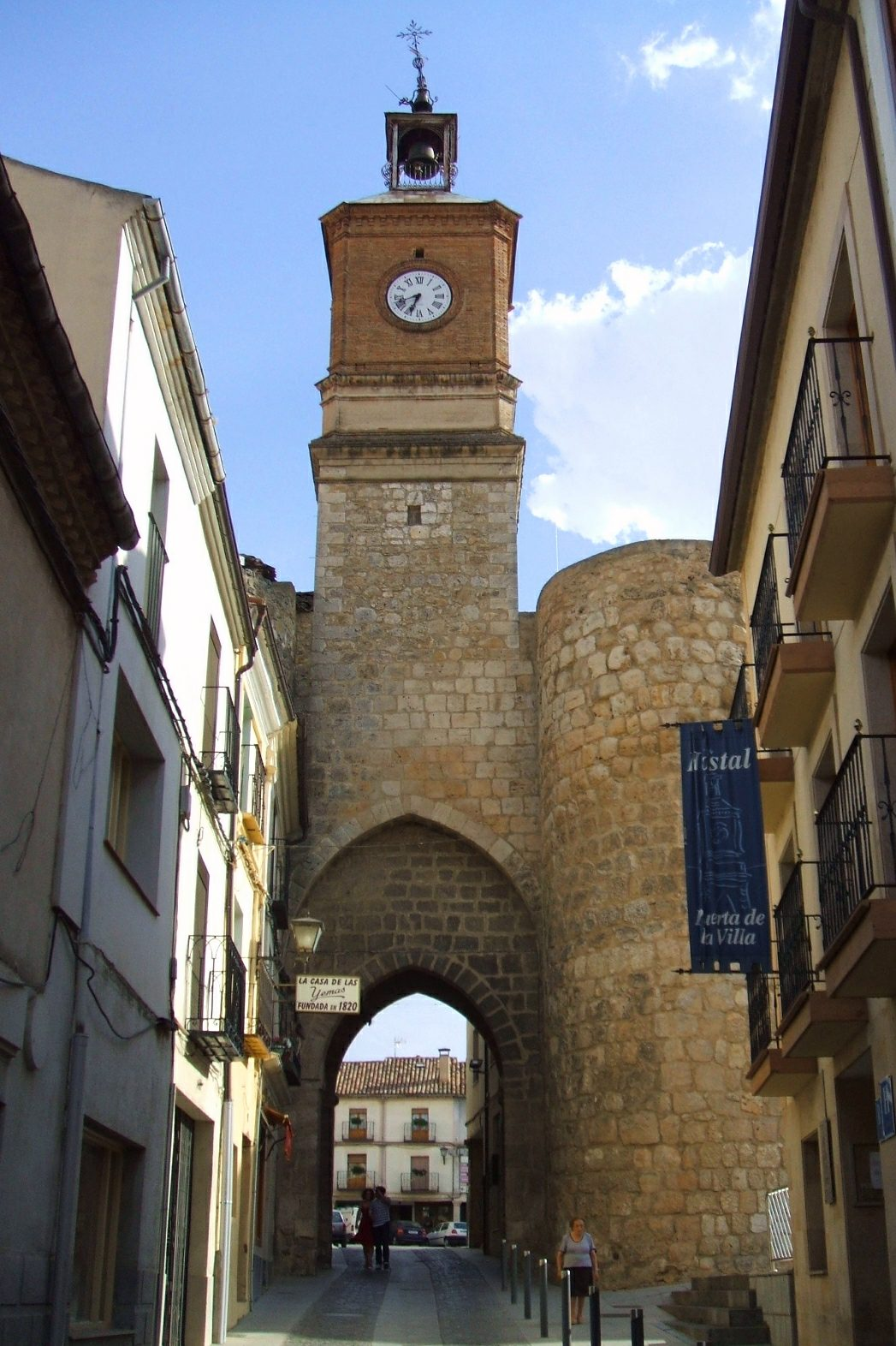
Ворота виллы

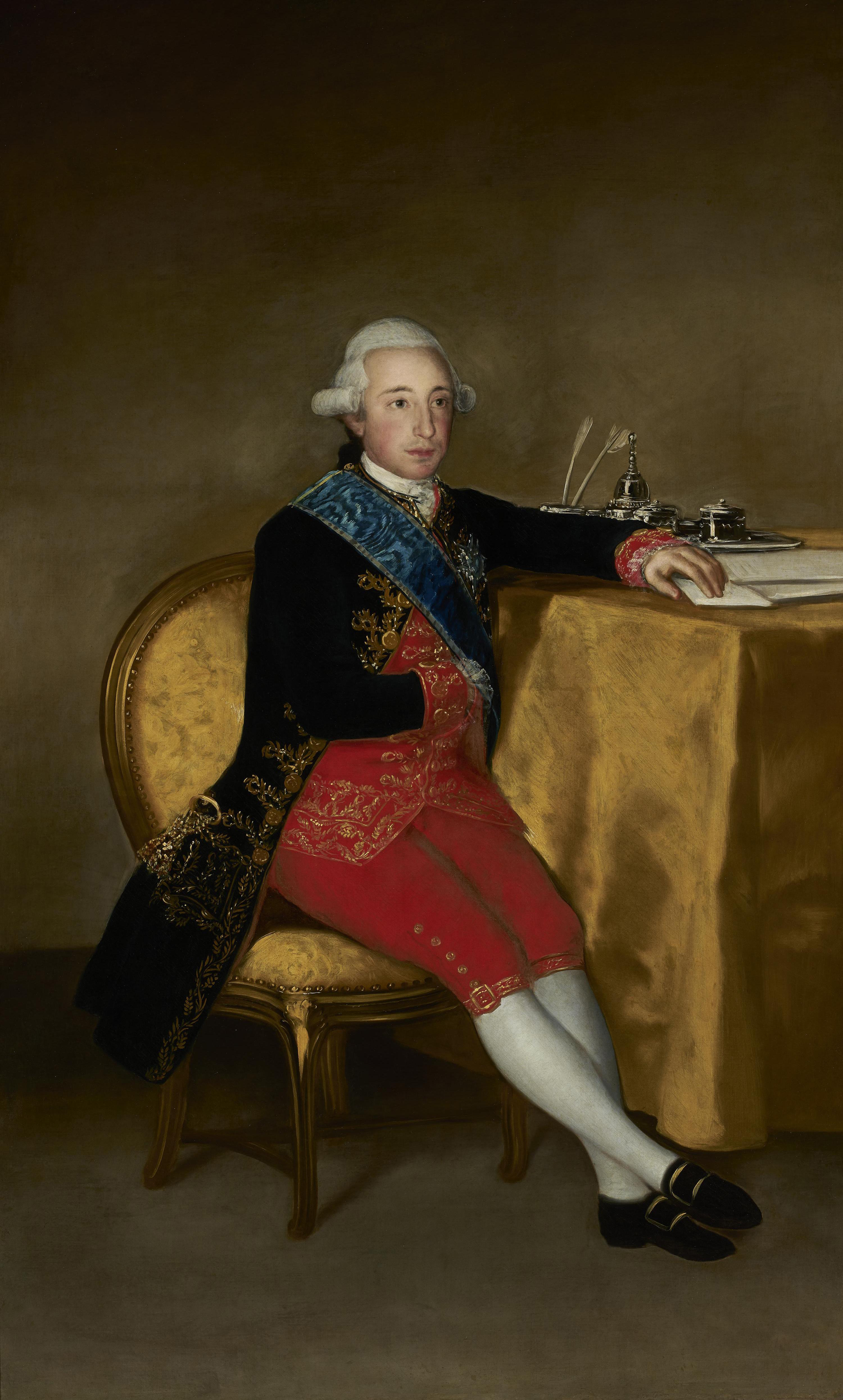
Висенте Хоакин Осорио де Москосо (1756—1816), 10-й маркиз де Альмасан, портрет Франсиско Гойи, 1787 год.

Маркиз де Альмасан — испанский дворянский титул. Он был создан в 1576 году королем Испании Филиппом II для Франсиско Уртадо де Мендосы и Фахардо, 4-го графа де Монтеагудо, последнего сеньора де Альмасан и вице-короля Наварры, сын Хуана Уртадо де Мендосы, 3-го графа де Монтеагудо, и Луизы Фахардо.
Название маркизата происходит от названия муниципалитета Альмасан, провинция Сория, автономное сообщество Кастилия и Леон.

## Сеньоры де Альмасан
|      | Титул                                                                | Период |
| ---- | -------------------------------------------------------------------- | ------ |
| I    | Педро Гонсалес де Мендоса и Мендоса                                  |        |
| II   | Хуан Уртадо де Мендоса, «Эль-Лимпио»                                 |        |
| III  | Педро Гонсалес де Мендоса и Кастилия, «Эль-Мало»                     |        |
| IV   | Хуан Уртадо де Мендоса и Руис, «Эль-Буэно»                           |        |
| V    | Педро де Мендоса и Энрикес, «Эль-Фуэрте»                             |        |
| VI   | Педро де Мендоса и Луна                                              |        |
| VII  | Хуан Уртадо и Мендоса                                                |        |
| VIII | Антонио де Мендоса и Суньига, «Эль-Галан»                            |        |
| IX   | Хуан Уртадо де Мендоса, «Эль-Санто»                                  |        |
| X    | Франсиско де Мендоса и Чакон (Франсиско Уртадо де Мендоса и Фахардо) | 1576-  |

## Маркизы де Альмасан
|                                             | Титул                                                  | Период                                      |
| Креация создана королем Испании Филиппом II | Креация создана королем Испании Филиппом II            | Креация создана королем Испании Филиппом II |
| ------------------------------------------- | ------------------------------------------------------ | ------------------------------------------- |
| I                                           | Франсиско Уртадо де Мендоса и Фахардо                  | 1576 — 1591                                 |
| II                                          | Франсиско Уртадо де Мендоса и Карденас                 | 1591 − 1615                                 |
| III                                         | Антония де Мендоса и Портокарреро                      | 1615 — ?                                    |
| IV                                          | Лопе Уртадо де Мендоса и Осорио де Москосо             | ? — ?                                       |
| V                                           | Гаспар де Мендоса и Москосо                            | ? − 1664                                    |
| VI                                          | Луис Мария де Москосо Осорио и Мессия де Гусман        | 1664 — 1698                                 |
| VII                                         | Антонио Гаспар де Москосо Осорио и Арагон              | 1698 — 1725                                 |
| VIII                                        | Вентура Осорио де Москосо и Гусман Давила и Арагон     | 1725 — 1746                                 |
| IX                                          | Вентура Осорио де Москосо и Фернандес де Кордова       | 1746 — 1776                                 |
| X                                           | Висенте Хоакин Осорио де Москосо и Гусман              | 1776 — 1816                                 |
| XI                                          | Висенте Изабель Осорио де Москосо и Альварес де Толедо | 1816 — 1837                                 |
| XII                                         | Висенте Пио Осорио де Москосо и Понсе де Леон          | 1849 — 1864                                 |
| XIII                                        | Фернандо Осорио де Москосо и Лопес де Ансо             | 1915 — 1977                                 |
| XIV                                         | Мария де ла Бланка Барон и Осорио де Москосо           | 1983 — 1987                                 |
| XV                                          | Мария де лас Ниевес Кастельяно и Барон                 | 1987 — н.в.                                 |

## История маркизов де Альмасан
- Франсиско Уртадо де Мендоса Фахардо (ок. 1530—1591), 1-й маркиз де Альмасан, 4-й граф де Монтеагудо, последний сеньор де Альмасан. Он также известен как Франсиско де Мендоса и Чакон.[1]
  - Супруга — Анна Мария де Карденас, дочь Бернардино де Карденаса, 2-го герцога де Македа, и Изабель де Веласко. Ему наследовал их сын:
- Франсиско Уртадо де Мендоса и Карденас[исп.] (1560 — 15 октября 1615), 2-й маркиз де Альмасан, 5-й граф де Монтеагудо.
  - Супруга — Анна Портокарреро, дочь Луиса Портокарреро, алькальда алькасареса Севилья и Антонии де Абраншес. Ему наследовал их дочь:
- Антония де Мендоса и Портокарреро (1600 — ?), 3-я маркиза де Альмасан, 6-я графиня де Монтеагудо.
  - Супруг — Гаспар де Москосо Осорио и Сандоваль (? — 1672), 7-й граф де Альтамира. Ей наследовал их сын:
- Лопе Уртадо де Мендоса и Осорио де Москосо (?- ?), 4-й маркиз де Альмасан.
  - Супруга — Хуана де Рохас и Кордова (? — 1680), 5-я маркиза де Поса. Ему наследовал их сын:
- Гаспар де Мендоса и Москосо (1631—1664), 5-й маркиз де Альмасан, 6-й маркиз де Поса, 8-й граф де Монтеагудо.
  - Супруга — Инес Месия де Гусман, дочь Диего Месии Давилы, 1-го маркиза де Леганес. Ему наследовал их сын:
- Луис Мария де Москосо Осорио и Месия де Гусман и Рохас (1657—1705), 6-й маркиз де Альмасан, 8-й граф де Альтамира, 9-й граф де Монтеагудо-де-Мендоса, 7-й маркиз де Поса, 6-й граф де Лодоса. Посол Испании в Ватикане.
  - Супруга — Марианна де Бенавидес Понсе де Леон, дочь Луиса де Бенавидеса и Каррильо де Толедо, 5-го маркиза де Фромиста, 3-го маркиза де Карасена, 2-го графа де Пинто, и Каталины Понсе де Леон и Арагон, дочери Родриго Понсе де Леона и Альвареса де Толедо, 4-го герцога де Аркос.
  - Супруга — Мария Анхела де Арагон и Фольк де Кардона (1666—1737), дочь Раймундо Фолька де Кардоны и Арагона, 7-го герцога де Кардона, 6-го герцога де Сегорбе, 5-го маркиза де Комарес, 7-го маркиза де Пальярс, 37-го графа де Ампурьяс, 12-го графа де Прадес, виконта де Вильямур и барона де Энтенса. Ему наследовал его сын от первого брака:
- Антонио Гаспар де Москосо Осорио и Арагон (1689—1725), 7-й маркиз де Альмасан, 6-й герцог де Санлукар-ла-Майор, 9-й граф де Альтамира, 9-й граф де Монтеагудо-де-Мендоса, 7-й граф де Лодоса, 7-й маркиз де Поса, 3-й маркиз де Мората-де-ла-Вега, 4-й маркиз де Лаганес, 6-й граф де Асналькольяр.
  - Супруга — Анна Николаса де Гусман и Кордова Осорио Давила (? — 1762), 14-я маркиза де Асторга, 7-я маркиза де Велада, 5-я маркиза де Вилья-де-Сан-Роман, 6-я маркиза де Вильяманрике, 13-я маркиза де Аямонте, 14-я графиня де Трастамара, 6-я графиня де Сальтес, 15-я графиня де Ньева, 12-я графиня де Санта-Марта-де-Ортигейра, дочь Мельчора де Гусмана, 13-го маркиза де Асторга, 6-го маркиза де Велада, 4-го маркиза де Сан-Роман, 5-го маркиза де Вильяманрике, 8-го маркиза де Аямонте, 13-го графа де Трастамара, графа де Санта-Марта-де-Вильялобос, и Марианны де Кордовы, дочери Луиса Игнасио Фернандеса де Кордовы и Агилара, 6-го маркиза де Прьего и 6-го герцога де Ферия. Ему наследовал их старший сын:
- Вентура Осорио де Москосо и Гусман Давила и Арагон (1707—1734), 8-й маркиз де Альмасан, 10-й граф де Альтамира, 6-й герцог де Санлукар-ла-Майор, 6-й герцог де Медина-де-лас-Торрес, 14-й маркиз де Асторга, 9-й маркиз де Поса, 4-й маркиз де Мората-де-ла-Вега, 5-й маркиз де Майрена, 10-й маркиз де Аямонте, 7-й маркиз де ла Вилья-де-Сан-Роман, 7-й маркиз де Вильяманрике, 4-й маркиз де Монастерио, 5-й маркиз де Леганес, 8-й маркиз де Велада, 13-й граф де Монтеагудо-де-Мендоса, 8-й граф де Лодоса, 14-й граф де Трастамара, 8-й граф де Сальтес, 16-й граф де Ньева, 15-й граф де Санта-Марта-де-Ортигейра.
  - Супруга — Буэнавентура Франсиска Фернандес де Кордова Фольк де Кардона Рекесенс и де Арагон (1712—1768), 11-я герцогиня де Сесса, 11-я герцогиня де Терранова, 11-я герцогиня де Сантанджело, 10-я герцогиня де Андриа, 9-я герцогиня де Баэна. Ему наследовал их сын:
- Вентура Осорио де Москосо и Фернандес де Кордова (1731—1776), 9-й маркиз де Альмасан, 5-й герцог де Атриско, 15-й маркиз де Асторга, 16-й граф де Кабра, 7-й герцог де Санлукар-ла-Майор, 7-й герцог де Медина-де-лас-Торрес, 12-й герцог де Сесса, 10-й герцог де Баэна, 11-й герцог де Сома, 6-й маркиз де Леганес, 9-й маркиз де Велада, 10-й граф де Альтамира, 10-й маркиз де Поса, 5-й маркиз де Мората-де-ла-Вега, 6-й маркиз де Майрена, 13-й маркиз де Аямонте, 7-й маркиз де Сан-Роман, 8-й маркиз де Вильяманрике, 5-й маркиз де Монастерио, 14-й граф де Монтеагудо, 9-й граф де Ньева, 8-й граф де Сальтес, 15-й граф де Трастамара, 16-й граф де Санта-Марта-де-Ортигейра, 17-й граф де Паламос, 11-й граф де Оливето, 17-й граф де Авеллино, 17-й граф де Тривенто, 16-й виконт де Иснахар, 16-й барон де Бельпуч, 11-й барон де Калонже и де Линьола.
  - Супруга — Мария де ла Консепсьон де Гусман и Фернандес де Кордова (1730—1776), дочь Хосе де Гусмана и Гевары, 6-го маркиза де Монтеалегре, 6-го маркиза де Кинтан-дель-Марко, графа де Кастронуэво, графа де лос Аркос, 12-го графа де Оньяте, графа де Вильямедьяна, маркиза де Кампо-Реаль, маркиза де Гевары, и Марии Феличе Фернандес де Кордовы и Спинолы, дочери Николаса Марии Фернандеса де Кордовы и Фигероа, 10-го герцога де Мединасели и 9-го маркиза де Прьего. Ему наследовал их сын:
- Висенте Хоакин Осорио де Москосо и Гусман (1756—1816), 10-й маркиз де Альмасан, 6-й герцог де Атриско, 8-й герцог де Санлукар-ла-Майор, 8-й герцог де Медина-де-лас-Торрес, 11-й герцог де Баэна, 14-й герцог де Сесса, 12-й герцог де Сома, 15-й герцог де Македа, 16-й маркиз де Асторга, 10-й маркиз де Велада, 7-й маркиз де Леганес, 14-й маркиз де Аямонте, 11-й маркиз де Поса, 9-й маркиз де Вильяманрике, 8-й маркиз де Сан-Роман, 6-й маркиз де Мората-де-ла-Вега, 16-й маркиз де Эльче, 6-й маркиз де Монастерио, 7-й маркиз де Майрена, 11-й граф де Альтамира, 18-й граф де Паламос, 10-й граф де Лодоса, 17-й граф де Санта-Марта-де-Ортигейра, 16-й граф де Трастамара, 17-й граф де Кабра, 15-й граф де Монтеагудо, 17-й граф де Вильялобос, 18-й граф де Ньева, 9-й граф де Сальтес, 27-й барон де Бельпуч, 17-й виконт де Иснахар.
  - Супруга — Мария Игнасия Альварес де Толедо и Гонзага Караччоло (1757—1795), дочь Антонио Марии Хосе Альвареса де Толедо и Переса де Гусмана, 10-го маркиза де Вильяфранка и де лос Велес, и Марии Антонии Доротеи Синфоросы Гонзага и Караччоло.
  - Супруга — Мария Магдалена Фернандес де Кордова и Понсе де Леон (1780—1830), дочь Хоакина Фернандеса де Кордовы, 3-го маркиза де ла Пуэбла-де-лос-Инфантес, и Бригиды Магдалены Понсе де Леон и Давилы. Ему наследовал его сын от первого брака:
- Висенте Изабель Осорио де Москосо и Альварес де Толедо (1777—1837), 11-й маркиз де Альмасан, 7-й герцог де Атриско, 10-й герцог де Санлукар-ла-Майор, 9-й герцог де Медина-де-лас-Торрес, 15-й герцог де Сесса, 13-й герцог де Сома, 16-й герцог де Македа, 12-й герцог де Баэна, 17-й маркиз де Асторга, 8-й маркиз де Леганес, 11-й маркиз де Велада, 15-й маркиз де Аямонте, 10-й маркиз де Вильяманрике, 12-й маркиз де Поса, 7-й маркиз де Мората-де-ла-Вега, 7-й маркиз де Монастерио, 8-й маркиз де Майрена, 17-й маркиз де Эльче, 9-й маркиз де Сан-Роман и т. д.
  - Супруга — Мария дель Кармен Понсе де Леон и Карвахаль (1780—1813), 9-я маркиза де Кастромонте, 5-я герцогиня де Монтемар, 9-я графиня де Гарсиэс, дочь Антонио Марии Понс де Леона Давилы и Каррильо де Альборноса, 4-го герцога де Монтемар, 8-го маркиза де Кастромонте, 5-го графа де Валермосо, 4-го графа де Гарсиэс, и Марии дель Буэн Консехо Карвахаль и Гонзага, дочери Мануэля Бернардино де Карвахаля и Суньиги, 6-го герцога де Абрантес, 5-го герцога де Линарес. Ему наследовал их сын:
- Висенте Пио Осорио де Москосо и Понсе де Леон (11 июля 1801 — 22 февраля 1864), 12-й маркиз де Альмасан, 8-й герцог де Атриско, 11-й герцог де Санлукар-ла-Майор, 10-й герцог де Медина-де-лас-Торрес, 16-й герцог де Сесса, 14-й герцог де Сома, 13-й герцог де Баэна, 17-й герцог де Македа, 5-й герцог де Монтемар, 18-й маркиз де Асторга, 10-й граф де Гарсиэс, 19-й граф де Кабра, 14-й герцог де Терранова (до 1860 года), 14-й герцог де Сантанджело (до 1860 года), 14-й герцог де Андриа (до 1860 года), 9-й маркиз де Леганес, 12-й маркиз де Велада, 13-й граф де Альтамира, 13-й маркиз де Поса, 8-й маркиз де Мората-де-ла-Вега, 9-й маркиз де Майрена, 16-й маркиз де Аямонте, 10-й маркиз де Вилья-де-Сан-Роман, 11-й маркиз де Вильяманрике, 8-й маркиз де Монастерио, 15-й маркиз де Эльче, 10-й маркиз де Кастромонте, 11-й маркиз де Монтемайор, 7-й маркиз де Агила, 17-й граф де Монтеагудо, 12-й граф де Лодоса, 20-й граф де Ньева, 12-й граф де Сальтес, 18-й граф де Трастамара, 19-й граф де Санта-Марта-де-Ортигейра, 20-й граф де Паламос, 14-й граф де Оливето, 20-й граф де Тривенто (до 1860 года), 20-й граф де Авеллино (до 1860 года), 7-й граф де Валермосо, 11-й граф де Кастильяна, 19-й виконт де Иснахар, 19-й барон де Бельпуч, 14-й граф де Калонже и граф де Линьола.
  - Супруга — Мария Луиза де Карвахаль и де Керальт (1804—1843), дочь Хосе Мигеля де Карвахаля Варгаса и Манрике де Лара, 2-го герцога де Сан-Карлос, вице-короля Наварры, и Марии Эулалии де Керальт и Сильвы.
- Фернандо Осорио де Москосо и Лопес де Ансо (27 апреля 1893—1977), 13-й маркиз де Альмасан, 12-й герцог де Медина-де-лас-Торрес, граф де Монтеагудо (титул восстановлен в 1917 году как граф де Монтеагудо-де-Мендоса). Сын Альфонсо Осорио де Москосо и Осорио де Москосо (1875—1901), 15-го герцога де Сома, и Марии Изабель Лопес и Хименес де Эмбрун (1854 — ?). В 1983 году был лишен титула маркиза де Альмасан «посмертно». Ему наследовала:
- Мария де ла Бланка Барон и Осорио де Москосо (10 июня 1925 — 8 марта 1999), 14-я маркиза де Альмасан, 25-я графиня де Трастамара, 26-я графиня де Прьего, 20-я графиня де Санта-Марта, 15-я маркиза де Монтемайор (последний титул получила в 1984 году, но в 1994 году уступила его своей сестре Марии де лос Долорес), графиня де Монтеагудо-де-Мендоса (после восстановления титула в 1988 году). Дочь Леопольдо Барона и Торреса и Марии дель Перпетуо Сокорро Осорио де Москосо и Рейносо, 20-й маркизы де Астрога.
  - Супруг — Хайме Кастельяно и Масарредо (1914—1977), 4-й маркиз де Монтемолин. Ей наследовала их дочь:
- Мария де лас Ньевес Кастельяно и Барон (род. 24 сентября 1947), 15-я маркиза де Альмасан.
  - Супруг — Карлос Гереда и де Бурбон (1947—2017), 49-й великий магистр Ордена Святого Лазаря. Их брак был бездетным.